# Helen Merrill with Strings
Helen Merrill with Strings — второй студийный альбом американской певицы Хелен Меррилл, в котором она записывалась в составе квартета, дополненного струнной секцией в аранжировках Ричарда Хеймана. Релиз состоялся в 1955 году на лейбле EmArcy Records.

## Отзывы критиков
| Оценки критиков       | Оценки критиков |
| Источник              | Оценка          |
| --------------------- | --------------- |
| Tom Hull — on the Web | B+              |

В журнале Billboard отметили, что, за редким исключением, мелодии здесь медленные и нарочито мечтательные, с почти неизменным туманным качеством.
e, и в большинстве звучит скорее усыпляюще, чем провокационно. Обозреватель Cash Box написал: «Джазовый лейбл Mercury, EmArcy, предлагает сумрачный, но волнующий голос Хелен Меррилл. Все факторы, использованные на этой сессии, кажется, превосходно сочетались друг с другом, в результате чего получился один из лучших вокальных джазовых дисков в этом году. Мисс Меррилл поёт с потрясающим пониманием и трогательной простотой. Невозможно было бы подобрать для неё более подходящие номера, чем те, что представлены здесь. В её программе такие знакомые и всегда приятные пьесы, как „When I Fall In Love“, „Spring Will Be A Little Late This Year“ и „End Of A Love Affair“. Аранжировки и режиссура Ричарда Хеймана прекрасно учитывают, что мы пришли услышать голос мисс Меррилл. Диск должен произвести настоящий фурор в джаз-поп-кругах. Струнный фон делает его отличным дополнением к романтической атмосфере при слабом освещении».
Ричард Мортифольо из AllMusic написал: «Второй альбом Меррилл был попыткой лейбла повысить её коммерческую привлекательность за счёт полнострунных аранжировок, коротких песен и очень романтической концепции. В то время как Меррилл в конечном итоге отказалась от коммерческой ориентации, With Strings имеет безусловный художественный успех. Струнные исполнены со вкусом, песни являются классическими или скоро станут ими („Anything Goes“, „Wait Till You See Him“, „Spring Will Be A Little Late This Year“), а исполнение Меррилл поочередно эмоциональное, запоминающееся и очень музыкальное. Основные моменты — „When I Fall In Love“, где она превосходит Дорис Дэй в её собственной романтической игре, и экзотическая открывающая композиция „Lilac Wine“, которая конкурирует с версией Эрты Китт в качестве окончательной». Музыкальный критик Том Халл: «Струнные в 1950-х обычно были дурным знаком, но здесь они довольно со вкусом подобраны. Такие песни, как „Anything Goes“, исполняются ужасно медленно, но вокал Меррилл великолепен».

## Список композиций
1. «Lilac Wine» (Джеймс Шелтон) — 4:26
2. «Anything Goes» (Коул Портер) — 3:07
3. «Mountain High, Valley Low» (Берни Ханиген, Рэймонд Скотт) — 3:02
4. «Beautiful Love» (Хейвен Гиллеспи, Эгберт Ван Олстайн, Виктор Янг, Уэйн Кинг) — 3:15
5. «Comes Love» (Чарльз Тобиас, Сэм Х. Степт, Лью Браун) — 3:03
6. «End of a Love Affair» (Э. К. Реддинг) — 3:29
7. «When I Fall in Love» (Эдвард Хейман, Виктор Янг) — 3:22
8. «The Masquerade is Over» (Херб Мэджидсон, Элли Врубель) — 4:03
9. «Just You, Just Me» (Рэймонд Клагес, Джесси Грир) — 3:35
10. «Spring Will Be a Little Late This Year» (Фрэнк Лессер) — 3:51
11. «You Won’t Forget Me» (Кермит Гоэлл, Фред Шпильман) — 3:10
12. «Wait Till You See Him» (Лоренц Харт, Ричард Роджерс) — 3:22

## Участники записи
- Хелен Меррилл — вокал
- Хэнк Джонс — фортепиано
- Барри Гэлбрейт — гитара
- Милт Хинтон — контрабас
- Сол Губин — барабаны
- Ричард Хейман — аранжировка, дирижёр